# آرثر إس. مورو جونيور
آرثر إس. مورو جونيور (بالإنجليزية: Arthur S. Moreau, Jr.)‏ هو ضابط أمريكي، ولد في 3 يونيو 1931 في ماونت رينيير في الولايات المتحدة، وتوفي في 8 ديسمبر 1986 في نابولي في إيطاليا بسبب نوبة قلبية.